# Mycle Schneider

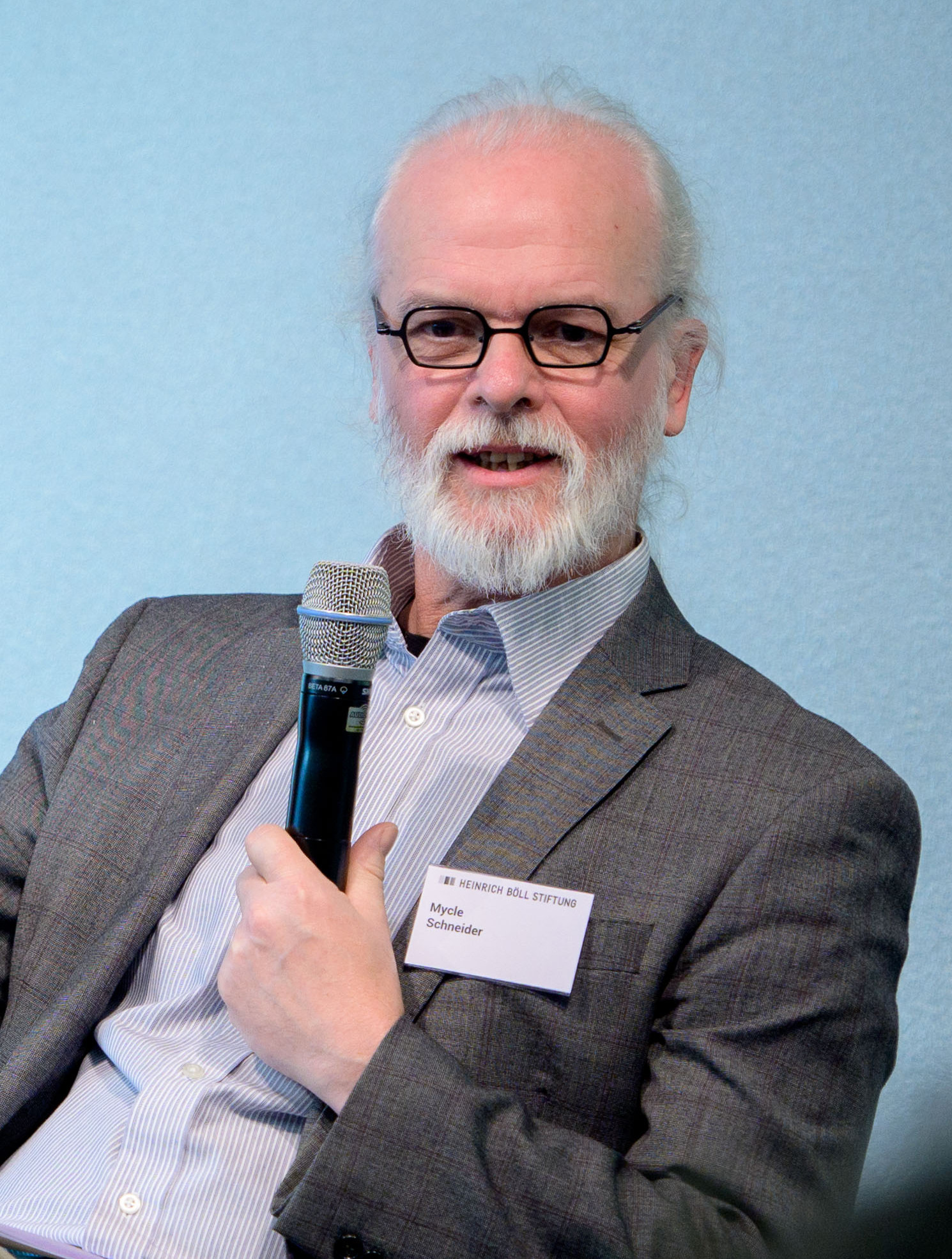
2019

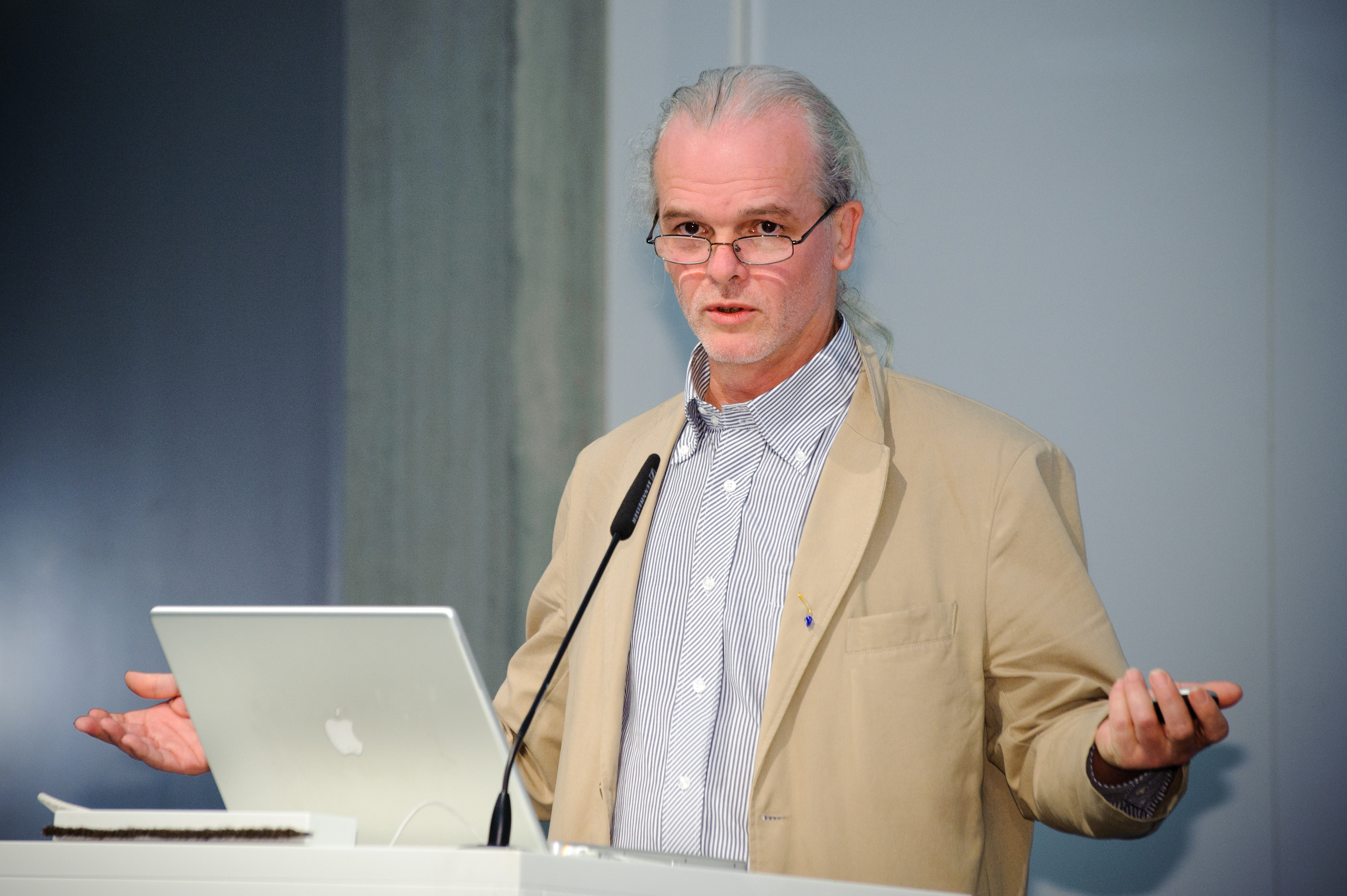
Mycle Schneider während einer Rede vor der Heinrich-Böll-Stiftung (September 2010)

Mycle Schneider (* 1959 in Köln) ist ein deutscher Energie- und Atompolitikberater und Anti-Atomkraft-Aktivist. Er trägt keine akademischen Titel, sondern hat sich sein Wissen zur Kernenergie als Autodidakt erarbeitet. Er steht der zivilen Nutzung der Kernenergie dezidiert ablehnend gegenüber und ist der Ansicht, dass diese die Klimakrise verschlimmert.

## Leben
Mycle Schneider berät Politiker, Institutionen und Nichtregierungsorganisationen hinsichtlich der zivilen und militärischen Nutzung der Kernenergie, darunter die Internationale Atomenergie-Organisation (IAEO),  Greenpeace International, die Organisation Internationale Ärzte für die Verhütung des Atomkrieges (IPPNW), die UNESCO, den World Wide Fund For Nature (WWF), die EU-Kommission, das französische Institut für Strahlenschutz und nukleare Sicherheit (IRSN), den Science-and-Technology-Options-Assessment-Ausschuss des Europäischen Parlamentes (STOA), die Oxford Research Group (ORG), den Französischen Nationalen Forschungsrat (CNRS), das belgische Umwelt- und das französische Energieministerium (1998 bis 2003).
1983 gründete er eine Niederlassung des Energie-Informationszentrums World Information Service on Energy (WISE) in Paris, da seiner Meinung nach ein Informationsdefizit zu Fragen bezüglich der zivilen und militärischen Nutzung der Kernenergie in Frankreich bestand. Neben seiner Tätigkeit als geschäftsführender Leiter des WISE von 1983 bis 2003 war er Chefredakteur des Online-Dienstes Plutonium Investigation.
In seiner Funktion als Energieexperte hat er an 18 Universitäten in neun Ländern und in 14 nationalen Parlamenten Vorträge gehalten und trat als Gastreferent bei parlamentarischen Anhörungen in verschiedenen Ländern auf.
1991 wurde er von dem japanischen Kernchemiker Jinzaburō Takagi zu einer internationalen Plutonium-Konferenz nach Japan eingeladen, was zu einer dauerhaften Zusammenarbeit der beiden führte, die 1997 in der Verleihung des Right Livelihood Award (Alternativer Nobelpreis) ihren Höhepunkt fand.
Zwischen 2004 und 2009 gab er Vorlesungen zu Umwelt- und Energiestrategien im Rahmen des Master-Studienganges International Project Management for Environmental and Energy Engineering an der Ecole des Mines in Nantes.
Von 2000 bis 2010 war er gelegentlich auch für das deutsche Umweltministerium als Gutachter tätig.
Die Ergebnisse seiner Arbeit waren Grundlage für die Berichterstattung in vielen Medien, so z. B. die Fernsehsender ARD, ZDF, Arte, französische und japanische Fernsehsender, deutsche Hörfunksender, die britischen Zeitungen Guardian und Observer, den New Scientist, die französischen Zeitungen Le Monde, Le Figaro und L’Express und Libération oder den deutschen Printmedien SPIEGEL, Die Zeit, Frankfurter Rundschau, die taz und japanischen Zeitungen und Zeitschriften.
Mycle Schneider ist Mitverfasser des World Nuclear Industry Status Report (Bericht über den Zustand der weltweiten Atomenergie), der mit Unterstützung der Schweizerischen Energiestiftung (SES) jährlich erscheint und vom Worldwatch Institute, von Greenpeace International und WISE Paris herausgegeben wird.

## Sonstiges
Mycle Schneider gehört dem Takagi Fund for Citizen Science (Takagi-Fonds für Bürgerwissenschaft) an, der seinen Sitz in Tokio hat. Schneider lebt in der Nähe von Paris.

## Auszeichnungen
1997 wurde er zusammen mit Jinzaburō Takagi „für seine Warnungen vor den beispiellosen Gefahren durch Plutonium für die Menschheit“ mit dem Right Livelihood Award ausgezeichnet.

## Publikationen
- Wackersdorf ist tot – es lebe LaHague?  Greenpeace, Hamburg 1990, DNB 921160151.